# Lacus Luxuriae

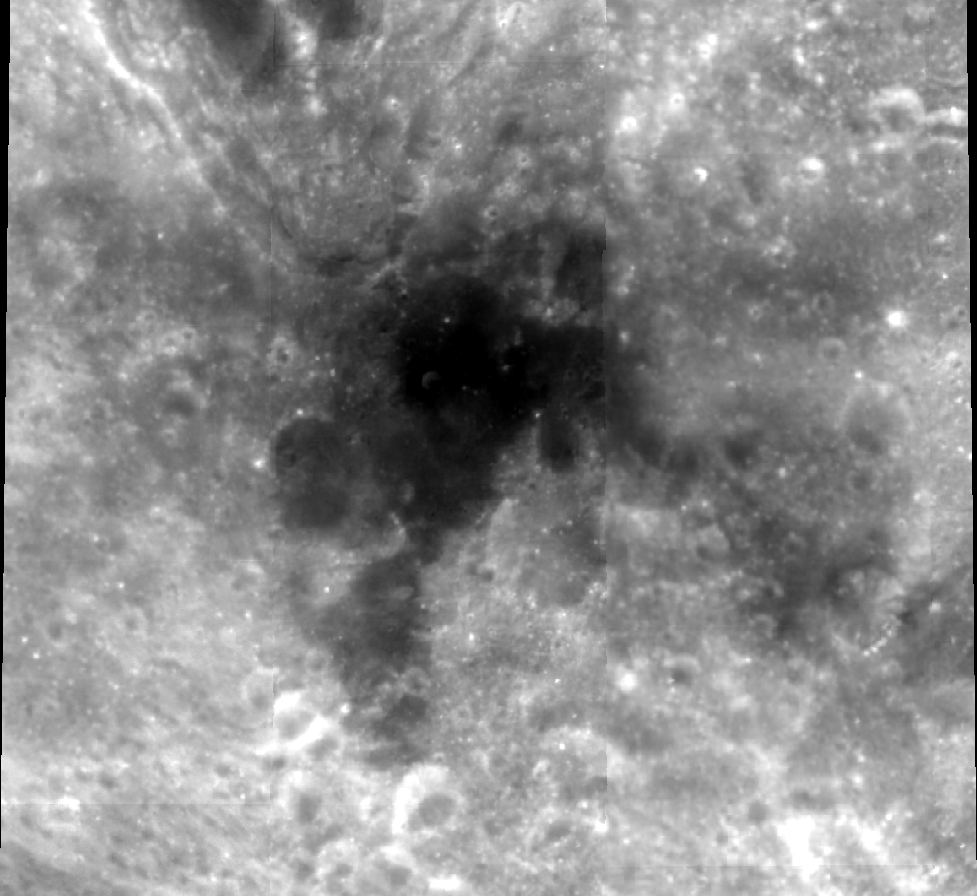
Lacus Luxuriae, photographiée par la sonde orbitaleClementine.

Lacus Luxuriae (lac de la luxuriance en latin) est un lac lunaire. Son nom fut fixé en 1976 par l'Union astronomique internationale.
La petite et irrégulière surface du lac a un diamètre de 50 km et se situe au nord du milieu de la face cachée de la Lune avec pour coordonnées sélénographiques 19, −176.